# Cycloonseizoen van het zuiden van de Grote Oceaan 2012-2013
Het cycloonseizoen van het zuiden van de Grote Oceaan 2012-2013 is de periode waarin de meeste tropische cyclonen zich vormen in het zuiden van de Grote Oceaan ten oosten van de 160e graad oosterlengte. Het seizoen loopt officieel van 1 november 2012 tot april 2013, maar alle tropische cyclonen tussen 1 juli 2012 en 30 juni 2013 worden meegerekend in dit seizoen.